# 燃燒吧！歐吉桑
《燃燒吧！歐吉桑》，前身為公視單元劇《二二九光榮事變》，是台灣影片史上首度以生存遊戲结合眷村场景的新题材动作长片，獲新聞局輔導金的HD電視電影、本劇製作公司是亮相館影像文化股份有限公司，由黃建亮執導。2010年10月25日在高雄電影節首映，由王思平、黃騰浩主演和丁強、鐵孟秋、傅雷、周詠軒等主演。

## 剧情概述
描述一群所向無敵的生存遊戲天團 Sky Fighter，為應對即將到來的亞洲生存遊戲大賽，利用即將拆遷的眷村：「光榮新村」訓練巷戰技巧。
在此期間卻無意間驚擾到在這「光榮新村」裡住了數十年，不捨搬離的釘子戶。而這些歷經國共內戰與台海戰役、打了大半輩子仗的老榮民這次不願再坐以待斃，特別準備裝備、穿上以往的軍服、成立「光榮軍」開始與 Sky Fighter 抗衡。但在抗衡之中也發生不少意外，最後隨著國防部的拆遷令下來之時，光榮軍決定向 Sky Fighter 正式宣戰、訂定2月29日為最後戰役、以行動向 Sky Fighter 宣示：在撤除之前，光榮新村尊嚴不可侵犯。一場捍衛家園與尊嚴、如戲似真的「War Game」正式開打。

## 大事记
- 2010年4月18日在景美人權文化園區開鏡，分别在台北、高雄兩地拍攝直到五月底。
- 2010年10月25日在高雄電影節首映。
- 2011年8月27日获选「光之旅程－新竹市百年影像艺术节」开幕片。
- 2011年10月28日在全台灣戲院上映。

## 人物介紹

### 主要演員
| 人物            | 演員   | 劇中角色概略 |
| 周莉雅（Julia） | 王思平 | 外型美麗作風洋派身手一流的Sky Fighter 女隊長，以空降的姿態來到台灣職場以及槍隊，自我要求甚高的她，面對別人的有色眼光相當難以適應。                      |
| 歐陽正 (駭客)   | 黃騰浩 | 建築公司的設計師，但工作之外，是個對玩槍戰投入到走火入魔的玩家。生存遊戲就是他的全部，因為只有在這裡，他才可以用實力掌控一切。                          |
| 姜明            | 鐵孟秋 | 眼鏡和菸斗是姜明的招牌，足智多謀的他在229戰役中扮演相當重要的軍師角色。把營長的孫子小伍當做自己的孩子一樣疼愛。                                         |
| 李靖            | 丁強   | 中華民國陸軍中校退役老兵，是眷村光榮新村的村長，也是老兵口中的營長，脾氣火爆性格好戰，習慣軍旅生活的他，對兒子甚至孫子的管教也相當嚴厲。                |
| 小伍            | 黃河   | 李靖的孫子，從小就因為父親離家而導致個性叛逆，升學不利、又丟了工作，對眷村的一切（尤其是爺爺的嚴厲管教）相當唾棄。                                      |
| 孔繁忠          | 乾德門 | 心繫老家的士官長，因反戰而與村長李靖不斷爭執，一生未娶，長久以來暗自喜歡著貌似自己在大陸老家的未婚妻的王嫂。                                            |
| 王媽            | 林美照 | 嫁給撤守來台的老兵並生下王克銓，丈夫過世後便獨力扶養兒子長大，王嫂開的天馬小吃店是榮民們聚集的場所，來這裡下下棋打打屁也是他們晚年生活裡唯一的樂趣      |
| 殷光震          | 傅雷   | 神出鬼沒的狙擊手，當年因為手抖的毛病而退出狙擊隊後便陰陽怪氣，鮮少參與村內事務。唯一關心的，大概就是他院子內種著的前妻最喜歡的花...                     |
| 趙汗青          | 洪麟   | 留取丹心照汗青，連這句話是岳飛還是文天祥講的他都搞不清楚。趙汗青乍看之下是個逗趣的活寶，而實際上... 也的確是這樣沒錯。                                  |
| 王克銓          | 周詠軒 | 王嫂的兒子，在光榮新村長大，積極進取考上醫學院並當上醫生，只為帶著母親離開破舊的眷村過更好的生活，留美時與周莉雅認識並相戀...                           |
| Jolin           | 魏蔓   | 一開始只是凱吉槍店demo商品的網拍model，一點都不喜歡打仗也不愛軍事武器，全世界她最愛的就是鏡中的自己。實戰時除了尖叫引起敵軍注意之外，幾乎幫不上任何的忙 |
| 翟南            | 范峻銘 | 沉迷遊戲的延畢大學生，在槍店打工，對軍事武器的型號功能細節滾瓜爛熟，真正作戰起來卻全然不是這麼回事。但是比起槍，翟南更有興趣的其實是他身邊的美女Jolin。 |

## 拍摄地点
- 景美人權文化園區
- 高雄左營勵志新村（拍片完畢後，勵志新村也隨之拆除，現今光景不再）
- 高雄橋頭橋頭糖廠（最後李靖開槍昏倒的地方）

## 製作公司
- 亮相館影像文化股份有限公司